# David Arthur Kleinig
David Arthur Kleinig ( n. 1947) es un botánico australiano. Es conocido como autoridad en el género Eucalyptus

## Algunas publicaciones
- david a. Kleinig. 1984. Deua Gum: Eucalyptus Wilcoxii Boland & Kleinig. Editor CSIRO, 4 pp.

- -----------------------, murray i.h. Brooker. 1978. Bayers Ironbark. Forest tree series 215. CSIRO Division of Forest Res. 3 pp.

- -----------------------. 1975. Jilliga ash: Eucalyptus stenostoma L.A.S.Johnson & Blaxell. Forest tree series 189. Editor Minister of Agr. 3 pp.

### Libros
- murray i.h. Brooker, david a. Kleinig. 2008. Field Guide to Eucalypts: Northern Australia. Vol. 3. 2ª edición ilustrada de Bloomings Books, 383 pp. ISBN 1-876473-48-7. 1ª ed. de Inkata Press, 1994, 383 pp. ISBN 0-909605-67-X

- ------------------------------, ------------------------. 2001. Eucalyptus: An Illustrated Guide to Identification. Edición ilustrada de New Holland Publ. 224 pp. ISBN 1-876334-36-3

## Honores
- La abreviatura «Kleinig» se emplea para indicar a David Arthur Kleinig como autoridad en la descripción y clasificación científica de los vegetales.[4]